# Крейцмейсель

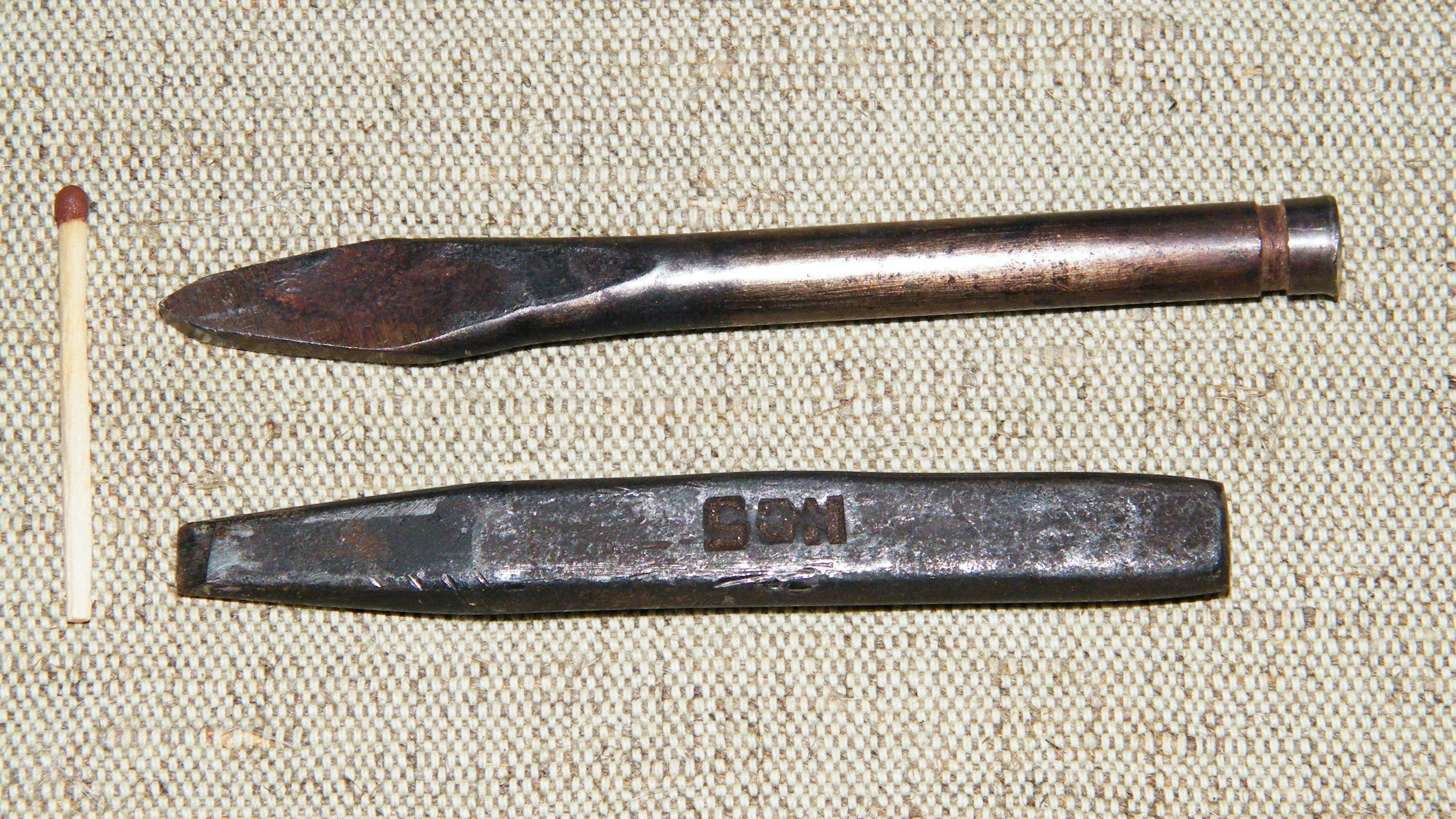
Вверху — крейцмейсель, внизу — зубило

Крейцме́йсель (от нем. Kreuz — «крест» и Meißel — «зубило») — разновидность зубила.
Крейцмейсель предназначен для прорубки шпоночных пазов, узких канавок и углублений в твёрдых материалах. Также при помощи крейцмейселя вырезают бороздки при разрезании больших металлических поверхностей.
Крейцмейсели бывают нескольких видов: прямоугольные, круглые и специальные.

## Крейцмейсель и зубило
По большей части зубило и крейцмейсель очень похожи. Оба этих инструмента изготавливаются из стали и имеют ударную часть, которая воспринимает воздействие от ударов молотком или кувалдой. Также имеется рабочая часть, за которую рабочий может держаться и направлять инструмент.
При детальном осмотре обоих инструментов становится очевидным их главное отличие. Рабочая часть у крейцмейселя значительно сплюснута, за исключением кончика, на котором находится рубящая грань.